# Список епископов Констанца

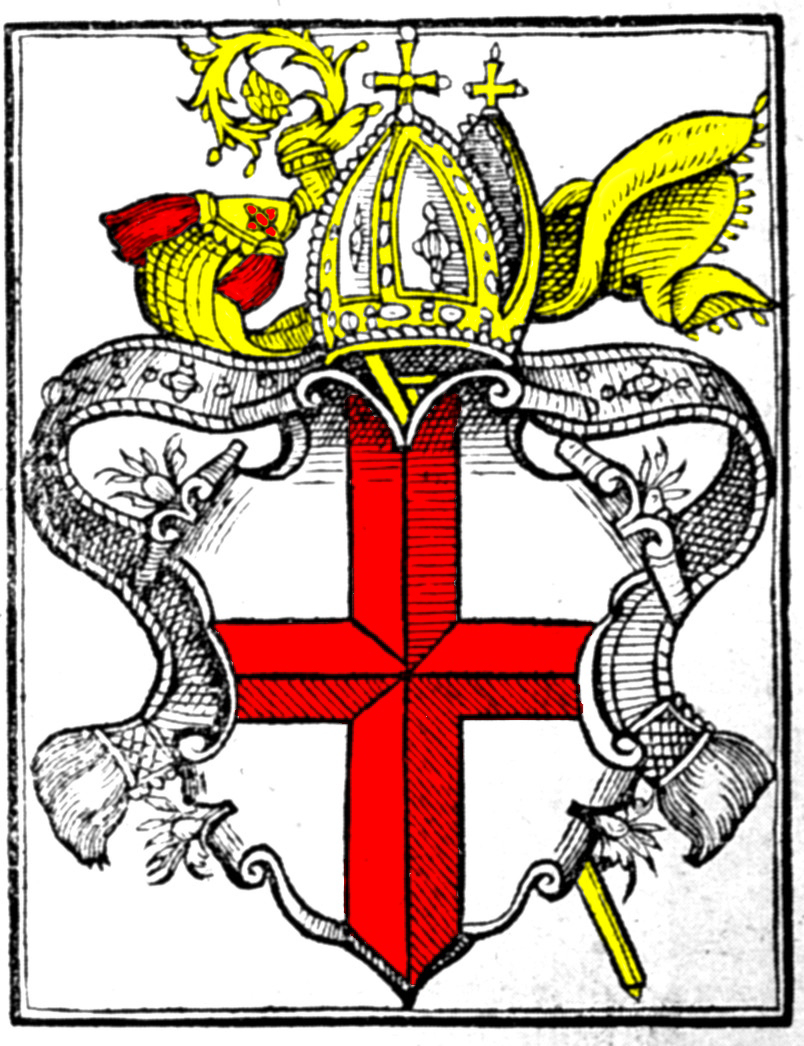
Герб епископов Констанца. Рисунок 1569 года

Епископ Констанца — духовный глава упразднённой в 1821 году епархии римско-католической церкви с центром в городе Констанц на Боденском озере. Территория епископства охватывала, в целом, пределы средневекового герцогства Швабия. Как и многие средневековые деятели церкви, епископ Констанца обладал светской властью, и соответственно — статусом имперского князя: в этом смысле он называется также князем-епископом Констанца.
Два констанцских епископа (Конрад I и Гебхард II) были в XII веке провозглашены святыми.

## Епископы
Список раннесредневековых епископов — в силу недостаточности информации — неполон и приблизителен.
- Бубульк (515/517—534) считается первым епископом епархии, тогда имевшей своим центром город Виндонисса
- Кроматий, также Грамматий (534—552/562) — последний епископ Виндониссы. После падения бургундского государства кафедра была под нажимом алеманнских герцогов в 585—590 годах перенесена в более безопасный Констанц
- Максим (конец VI века) — первый епископ Констанца
- Руодело (Рудольф, конец VI века)
- Урсин (589—600 ?)
- Гауденций (ок. 612/613)
- Иоганн I (между 615 и 629/639)
- Марциан (между 629 и 639)
- Отхард (середина VII века)
- Пиктавий (сер. VII в.)
- Северий (сер. VII в.)
- Астропий (сер. VII в.)
- Иоганн II (? сер. VII в.)
- Бозо (2 пол. VII в.)
- Гандольф (2 пол. VII в.)
- Фиделий (2 пол. VII в.)
- Теобальд (2 пол. VII в.)
- Удон/Аудойн (?—736)
- Арнефрид (736—746), аббат Райхенау в 726—746 годах
- Сидоний (746—760), аббат Райхенау в 746—760 годах
- Иоганн II (760—782), аббат Санкт-Галлена в 759—782 годах, аббат Райхенау в 760—782 годах
- Эгино (782—811)
- Вольфлеоз (811—838/839), аббат Санкт-Галлена в 812—816 годах
- Соломон I (838/839—871)
- Патехо (871—?)
- Гебхард I (?—875)
- Соломон II (875/876—889)
- Соломон III (890—919)
- Нотинг (919/920—934)
- Конрад I фон Альтдорф (934—975), святой-покровитель Констанца с 1123 года
- Гаминольф (975—979)
- Гебхард II фон Брегенц (979—995), местночтимый святой-покровитель Констанца с 1134 года
- Ламберт (995—1018)
- Рудхард (1018—1022)
- Хаймо (1022—1026)
- Варманн (Вармунд) фон Диллинген (1026—1034)
- Эберхард I (1034—1046), брат предыдущего
- Теодерих (1047—1051)
- Румольд (1051—1069)
- Карл(манн) (1069—1071), отказался от должности под давлением домского капитула
- Отто I фон Лирхайм (1071—1086), назначен императором, и в 1080 году смещён папой римским в ходе борьбы за инвеституру
- Бертольф (1080—1084), назначен папой
- Гебхард III фон Церинген (1084—1110), назначен папой
- Арнольд фон Хайлигенберг (1092—1112), назначен императором; не был признан домским капитулом
- Ульрих I фон Кибург-Диллинген (1111—1127)
- Ульрих II (1127—1138), отказался от должности
- Германн I фон Арбон (1138—1165)
- Отто II (1165—1174), отказался от должности
- Бертольд фон Бусснанг (1174—1183)
- Германн фон Фридинген (1183—1189)
- Дитхельм фон Кренкинген (1189—1206), аббат Райнау в 1157—1161 годах, аббат Райхенау в 1189—1206 годах
- Вернер фон Штауфен (1206—1209), отказался от должности
- Конрад II фон Тегерфельден (1209—1233)
- Генрих фон Танне (1233—1248)
- Эберхард II фон Вальдбург (1248—1274)
- Рудольф I фон Габсбург-Лауфенбург (1274—1293)
- Фридрих I фон Цоллерн (1293—1293), отказался от должности
- Генрих II фон Клингенберг (1293—1306)
- Герхард фон Бевар (1307—1318), назначен папой после двойного выбора
- Конрад фон Клингенберг (1318—1319), остался электом и отказался от должности, епископ Бриксена и Фрайзинга (тоже только элект, без реальной власти)
- Рудольф II фон Монфорт (1322—1334), также епископ Кура в 1322—1325 и администратор аббатства Санкт-Галлен в 1330—1333 годах
- Николай Фрауэнфельдский (1334—1344)
- Ульрих Пфефферхард (1345—1351)
- Иоганн III Виндлок (1352—1356), убит в результате покушения
- Генрих III фон Брандис (1357—1383)
- Мангольд фон Брандис (1384—1385), назначен авиньонским папой
- Николай фон Ризенбург (1384—1387), назначен Урбаном VI
- Генрих фон Байлер (1387—1388), кандидат авиньонской курии
- Буркард I фон Хевен (1387—1398), местоблюститель вплоть до 1388 года, назначен римской курией
- Фридрих II фон Нелленбург (1398), епископ римской курии, отказался от должности
- Марквард фон Рандэгг (1398—1406), епископ Миндена в 1398 году
- Альбрехт Бларер (1407—1410), отказался от должности
- Отто III фон Хахберг (1410—1434), принимал Констанцский собор, отказался от должности из-за конфликта с домским капитулом
- Фридрих III фон Цоллерн (1434—1436)
- Генрих IV фон Хевен (1436—1462), администратор епископства Кур
- Буркхард II фон Рандэгг (1462—1466)
- Германн III фон Брайтенланденберг (1466—1474)
- Отто IV фон Зонненберг (1474—1491), участник Констанцского спора епископов (кандидат домского капитула и императора)
- Томас Берловер, также Томас из Цилли (1491—1496), имперский протонотарий и член Имперского камерального суда
- Хуго фон Хоэнланденберг (1496—1529), отказался от должности, в 1531—1532 годах исполнял обязанности епископа
- Бальтазар Мерклин (1532—1531), вице-канцлер Священной Римской империи в 1527—1531 годах, епископ Хильдесхайма в 1527—1531 годах
- Иоганн фон Лупфен (1532—1537), отказался от должности
- Иоганн фон Везе (1537—1548), при нём титут аббатов Райхенау окончательно перешёл к констанцским епископам
- Кристоф Метцлер (1548—1561)
- Маркус Ситтикус фон Хоэнэмс (1561—1589), кардинал, отказался от должности
- Андреас Австрийский (1589—1600), кардинал, епископ Бриксена с 1591 года
- Иоганн Георг фон Халльвиль (1601—1604)
- Якоб Фуггер (1604—1626)
- Сикст Вернер фогт фон Альтензумерау и Прасберг (1626—1627)
- Иоганн фон Вальдбург (1627—1644)
- Франц Иоганн фогт фон Альтензумерау и Прасберг (1645—1689)
- Марквард Рудольф фон Родт (1689—1704)
- Иоганн Франц Шенк фон Штауффенберг (1704—1740), епископ Аугсбурга в 1737—1740 годах
- Дамиан Хуго Филипп фон Шёнборн-Буххайм (12 июля 1740 — 19 августа 1743), кардинал с 1713 года, епископ Шпайера в 1719—1743 годах
- Казимир Антон фон Зиккинген (1743—1750)
- Франц Конрад фон Родт (1750—1775), кардинал с 1758 года
- Максимилиан Кристоф фон Родт (1775—1799)
- Карл Теодор фон Дальберг (1799—1817), архиепископ Майнца и Вормса в 1802—1803 годах, архиепископ Регенсбурга в 1802—1817 годах, великий герцог Франкфурта в 1810—1813 годах
- (Игнац Генрих фон Вессенберг), в 1817 году был избран генеральным викарием и местоблюстителем епархии, однако не признан папой римским, за чем в 1821 году последовало упразднение епископства